# Lines of Action
Lines of Action (detto anche LOA) è un gioco da tavolo astratto inventato nel 1960 da Claude Soucie. Il gioco è diventato rapidamente molto popolare fra gli appassionati di giochi di strategia. Si gioca con un normale equipaggiamento da dama.

## Regole

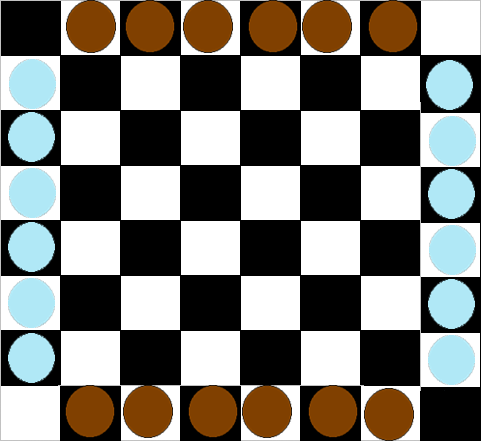
Fig. 1

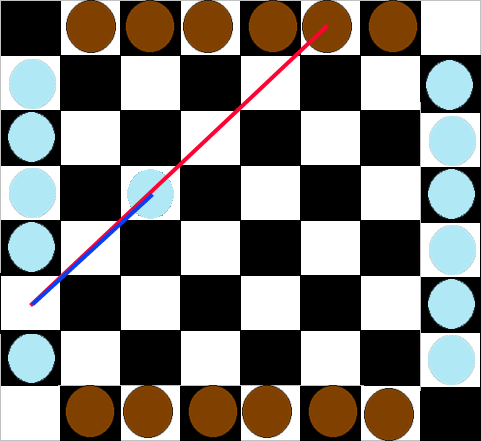
Fig. 2

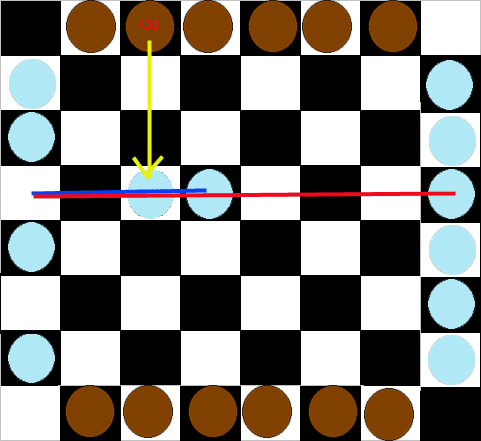
Fig. 3

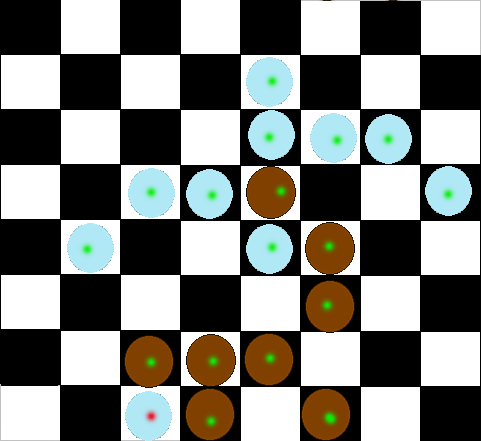
Fig. 4

LOA si gioca su una normale scacchiera, con i comuni pezzi della dama. Si inizia disponendo sulla scacchiera i pezzi, dodici ciascuno, come nella Figura 1 qui a lato.
Si può fare una sola mossa per volta ed il primo a muovere, se si usa un set tradizionale da dama, è il giocatore che tiene il colore nero.
Al proprio turno, il giocatore può muovere un qualsiasi pezzo in orizzontale, verticale o diagonale di un numero di caselle pari al numero di pedine (di qualunque colore) nella "linea di azione", ovvero posizionate sulla retta lungo la quale si sta muovendo il pezzo. Si possono scavalcare i propri pezzi, ma non quelli avversari. La mossa va finita completamente, ovvero non è possibile muovere per meno delle caselle previste (né per scelta né perché si è bloccati). Non si può concludere una mossa sopra uno dei propri pezzi.
Nella figura 2 viene esemplificato il concetto. Si vuole muovere il pezzo "bianco" in diagonale in direzione Nord - Est, questa diagonale comprende 2 pezzi (quelli toccati dalla linea rossa) e così il pezzo "bianco" si sposta di 2 spazi (linea blu).
Nella figura 3 vediamo che si vuole spostare il pezzo "bianco" alla sinistra di quello prima spostato.
In totale nella "linea di azione" (rossa) ci sono 3 pezzi e così il pezzo "bianco" si sposta verso destra di 3 caselle scavalcando l'altro pezzo "bianco".
Se il pezzo scavalcato fosse stato "nero" la mossa non sarebbe stata possibile.
Se il pezzo spostato conclude il movimento su una pedina avversaria, questa viene mangiata e rimossa dalla scacchiera.
E sempre nella figura 2 si può vedere questo. Appena mosso il "bianco" si vuole spostare il nero "C8" verso il basso, la linea di azione comprende 3 pezzi e quindi il "nero" si sposta di 3 caselle verso il basso andando a mangiare il "bianco" mosso all'inizio.
Il gioco finisce quando un giocatore ha tutte le sue pedine connesse, che abbia fatto lui l'ultima mossa o meno. 
Con "connesse" si intende che le pedine devono essere tutte posizionate in modo da avere almeno un lato o un angolo in comune con un'altra dello stesso colore.
Si noti che una pedina rimasta da sola sulla scacchiera si considera connessa: quindi si può vincere anche restando con una sola pedina (per esempio se la penultima viene mangiata dall'avversario).
Se al termine di una mossa risultano connesse tutte le pedine di entrambi i colori, la partita è patta e si conclude con un pareggio.
Nell'esempio, Figura 4, una partita conclusa. Vince il "nero" pur avendo meno pezzi. 
Sono indicate con un segno verde le pedine "connesse" e con un segno rosso la pedina scollegata.